# 劳申贝格
劳申贝格是德国黑森州的一个市镇。总面积67.33平方公里，总人口4438人，其中男性2179人，女性2259人（2011年12月31日），人口密度66人/平方公里。